# Chlibkiewicz I
Chlibkiewicz I – herb szlachecki.

## Opis herbu
W polu błękitnym, na wieńcu wawrzynowym – miecz ostrzem do góry i wąż zielony ogonem na dół, ukośnie skrzyżowane. U szczytu orzeł biały z wieńcem wawrzynu w dziobie. Labry błękitne, podbite srebrem. 

## Najwcześniejsze wzmianki
Nadany w 1786 przez Józefa II Janowi Chlibkiewiczowi, wraz z tytułem "Edler" i predykatem "von Rutkowski".